# 22937 Nataliavella
22937 Nataliavella è un asteroide della fascia principale. Scoperto nel 1999, presenta un'orbita caratterizzata da un semiasse maggiore pari a 2,4023938 UA e da un'eccentricità di 0,0743985, inclinata di 3,96369° rispetto all'eclittica.